# Urophora agnata
Urophora agnata är en tvåvingeart som först beskrevs av Erich Martin Hering 1942.  Urophora agnata ingår i släktet Urophora och familjen borrflugor.
Artens utbredningsområde är Colombia. Inga underarter finns listade i Catalogue of Life.